# Louisa Martindale (chirurgienne)
Pour les articles homonymes, voir Martindale.
Louisa Martindale (30 octobre 1872 – 5 février 1966) est une médecin, chirurgienne et écrivain anglaise. Elle est également magistrate à la magistrature de Brighton, commissaire des prisons et membre du Conseil national des femmes (en). Elle sert dans les hôpitaux pour femmes écossaises de l'abbaye de Royaumont en France pendant la Première Guerre mondiale et comme chirurgienne à Londres pendant la Seconde Guerre mondiale. À travers ses écrits, elle fait la promotion de la médecine comme carrière pour les femmes.

## Enfance
Louisa Martindale est née à Leytonstone, Essex, premier enfant de William Martindale (vers 1832-1874) et de sa seconde épouse Louisa, née Spicer (1839-1914). La famille est issue de l'Église congrégationaliste. Sa mère, « une championne d'une vie plus grande pour les femmes », est une suffragiste active et membre de la Women's Liberal Federation et du comité exécutif de la National Union of Women's Suffrage Societies. Dans les années 1880, Mme Martindale organise régulièrement des journées portes ouvertes pour les vendeuses de Brighton, et la jeune Louisa grandit dans un environnement propice à sa future carrière. Elle a une soeur, Hilda Martindale (1875–1952), fonctionnaire et auteure.
Après la mort de William Martindale, la famille déménage en Cornouailles, puis en Allemagne et en Suisse, pour finalement retourner en Angleterre pour vivre à Lewes, dans l'East Sussex. En 1885, la famille déménage à nouveau, cette fois à Brighton afin que Louisa et sa sœur Hilda puissent fréquenter le Brighton High School for Girls (maintenant Brighton Girls. Dès son plus jeune âge, il a été décidé que Louisa deviendra médecin et, à 17 ans, elle est envoyée à Royal Holloway, Université de Londres à Egham et obtient son diplôme de Londres en 1892. Elle entre ensuite à la London School of Medicine for Women en 1893, obtenant son MB en 1899 et son BS. En 1900, elle se rend à Hull comme assistante du Dr Mary Murdoch, ce qui marque le début de sa vie professionnelle. Murdoch et Martindale travaillent en étroite collaboration car elles sont partenaires dans leur entreprise. En 1902, ils partent ensemble en vacances à vélo, visitant Vienne, Berlin et la Suisse. Ils restent en partenariat jusqu'en 1906.

## Vie professionnelle
Après cinq ans à Hull, Martindale obtient en 1906 son doctorat en médecine et retourne à Brighton. Elle ouvre son propre cabinet de médecine générale et elle est très vite invitée à rejoindre le dispensaire de Lewes Road pour femmes et enfants (qui devient en 1911 l'hôpital Lady Chichester, succursale de Brighton) en tant que médecin invitée. En 1920, elle joue un rôle déterminant dans la création du New Sussex Hospital for Women à Windlesham Road, Brighton, et y occupe le poste de chirurgien et médecin principal jusqu'en 1937. Elle quitte Brighton et Hove en 1922 pour s'installer à Londres pour démarrer un cabinet de consultante en chirurgie, mais continue à opérer à temps partiel à l'hôpital New Sussex. Après avoir déménagé à Londres en tant que chirurgien consultant, Martindale devient rapidement connue comme chirurgienne honoraire à l'hôpital Marie Curie. En 1931, Martindale est élue présidente de la Fédération des femmes médecins. Elle est nommée à l'Ordre de l'Empire britannique (CBE) la même année. Deux ans plus tard, elle est élue membre du Collège royal des obstétriciens et gynécologues (en). En 1937, Martindale est nommée au conseil du Collège royal des obstétriciens et gynécologues en tant que première femme membre.
Les intérêts médicaux de Martindale sont parfois controversés, en particulier ses études sur les maladies vénériennes et la prostitution. Son livre Under the Surface (1909), dans lequel elle parle assez ouvertement de ces mêmes sujets, fait apparemment sensation à la Chambre des communes. Elle jette également les bases de la recherche sur le traitement du cancer de l'utérus et des fibromes chez la femme au moyen d'une radiothérapie intensive.
Elle mène une vie et une carrière longues et distinguées en médecine, réalisant plus de 7 000 opérations. Son travail lui vaut le respect et la reconnaissance de ses collègues et de ses patients : elle est nommée Fellow du Royal College of Obstetricians en 1933 et membre de la Royal Society of Medicine. Finalement, elle devient spécialiste du traitement précoce du cancer du col de l'utérus par rayons X et donne ensuite de nombreuses conférences au Royaume-Uni, aux États-Unis et en Allemagne.

## Vie privée
Membre actif de la Brighton Women's Franchise Society, elle est également magistrate pendant de nombreuses années à la magistrature de Brighton, elle devient présidente de la Medical Women's Federation en 1931, est commissaire de prison (en) et membre du Conseil national des femmes. Elle sert dans les hôpitaux pour femmes écossaises de l'abbaye de Royaumont en France pendant la Première Guerre mondiale et comme chirurgienne à Londres pendant la Seconde Guerre mondiale. Martindale ne s'est jamais mariée et vit pendant plus de trois décennies avec une autre femme, Ismay FitzGerald  (vers 1875-1946), fille du baron FitzGerald (en) de Kilmarnock. Certains chercheurs hésitent à identifier Martindale comme lesbienne. Geoffrey Walford, par exemple, ne précise pas si le « style de vie centré sur la femme » de Martindale implique spécifiquement une relation lesbienne. D'autres sont plus explicites et proposent sans hésitation le lesbianisme de Martindale, se référant par exemple à son autobiographie de 1951, A Woman Surgeon, dans laquelle elle écrit assez ouvertement et tendrement (mais sans donner de détails explicites) sur son amour pour FitzGerald.

## Mort
Martindale prend sa retraite de la pratique médicale en 1947. Elle décède chez elle à Londres le 5 février 1966, à l'âge de 93 ans.

## Héritage
En juin 2023, le Royal Sussex County Hospital (en) de Brighton ouvre un nouveau bâtiment de 11 étages d'une valeur de 500 millions de livres sterling, nommé en l'honneur de Martindale,.

## Œuvres de Louisa Martindale
- Under the Surface. Brighton: Southern Publishing Company, 1909.
- The Treatment of Thirty-Seven Cases of Uterine Fibromyomata by Intensive X-Ray Therapy. 1920.
- The Woman Doctor and Her Future. London: Mills and Boon, 1922. Disponible en ligne à Internet Archives.
- Menorrhagia Treated by Intensive X-Ray Therapy. 1923.
- Treatment of Cancer of the Breast. 1945.
- The Artificial Menopause. 1945.
- The Prevention of Venereal Disease. London: Research Books, 1945.
- Venereal Disease, Its Influence on the Health of the Nation, Its Cure and Prevention. 1948.
- A Woman Surgeon. London: Gollancz, 1951.

## Sources
- Brown, Val. Women's Hospitals in Brighton and Hove. Hastings: Hastings Press, 2006.
- Delamont, Sara. "Martindale, Louisa (1872–1966)". Oxford Dictionary of National Biography. Oxford: Oxford UP, 2004.
- LSMW Archive material sur Royal Free Hospital Archive.
- Martindale, Hilda. From One Generation to Another: A Book of Memoirs, 1839-1944. London: George Allen & Unwin, 1944.
- Wojtczak, Helena. Notable Sussex Women. Hastings: Hastings Press, 2008.